# 三の兆候
『三の兆候』（さんのちょうこう、英: The Sign of Three）は、BBCが2014年に制作したドラマ『SHERLOCK』のシーズン3・エピソード2である。
原案は『四つの署名』"The Sign of Four"（1890年）である。

## あらすじ
5月、ジョンとメアリーは結婚式を挙げる。ベストマンを務めたシャーロックは、メアリーの付添人代表として、ジャニーンに出会う。
宴たけなわとなり、シャーロックによるベストマン・スピーチが始まる。最初の祝電紹介で、メアリーは「CAM」という人物からの祝電に狼狽する。続いて彼は、ジョンとの思い出を振り返りつつスピーチをする。「2人の結婚を祝えない」と話し始める不穏なスピーチだったが、結局はジョンを褒め称える感動的なものになる。
シャーロックは続いてジョンのブログを振り返り、「血まみれの衛兵」事件を語り出す。
結婚式の準備でナーバスになるシャーロックは、メアリーの計らいで、宮殿衛兵のベインブリッジの依頼を受ける。彼は、毎日自分を見張り、写真を撮るストーカーがいると訴えていた。調査に向かったシャーロックは、衛兵の交代を待つ間に、ジョンから元上官のショルトー少佐と疎遠になった理由を聞き出す。ショルトー少佐は、新兵たちを率いている最中に激戦に巻き込まれ、1人だけ生き残った人物だった。そのため、勲章まで貰った英雄でありながら、新兵たちの遺族に恨まれていた。2人が勤務後のベインブリッジに会いに行くと、彼は刺されて血を流しながら、シャワールームで倒れていた。ジョンの応急処置でベインブリッジは助かるが、肝心の凶器が見つからず、事件は未解決になる。
更に彼は、ジョンのスタグ・ナイトと、「カゲロウ男」の事件を語る。
事件現場近くのパブを回るスタグ・ナイトで酔っ払い過ぎたシャーロックとジョンに、「カゲロウ男」事件が持ち込まれる。依頼人のテッサは、デートした男性が忽然と消えてしまい、彼の家の大家に、住人ならつい最近死んだと聞かされたことを訴える。2人はテッサと調査に向かうが、酔いのため全く頭が働かない。翌朝、シャーロックは、テッサに教えられたチャットルームから、実際に「カゲロウ男」とデートした女性をピックアップする。彼は女性たちの証言から、「カゲロウ男」が新聞の訃報欄から、独身男性の名前を盗み、彼らの部屋を勝手に使ってデートしていたと推理する。
シャーロックはスピーチ中、テッサが、彼にさえなかなか教えようとしなかった、ジョンのミドルネームを知っていたことを思い出す。この事実からシャーロックは、「カゲロウ男」とデートした女性たちと、結婚式の招待客の誰かに関係があると推理する。更に状況から、彼は「カゲロウ男」の狙いが社交嫌いのショルトー少佐殺人にあると気付く。「カゲロウ男」は、きついベルト越しに細い刃物で刺すと気付かれないことを利用し、予め彼を刺しておいてから、彼がベルトを外したところで失血死するように仕向けていた。また、犯人は、ベインブリッジを使って殺人リハーサルを行っていた。シャーロックは自室に籠もった少佐へこの推理を聞かせ、出て来た少佐をジョンが手当てして、事なきを得る。
式の終了後、舞踏会の前に、シャーロックは結婚式のカメラマンだったジョナサン・スモールを呼び出す。彼は新兵だった弟を件の戦闘で失っており、ショルトー少佐に恨みを持っていた。「カゲロウ男」の正体は彼で、少佐の情報を得るため使用人に近付いていた。スモールを逮捕させたシャーロックは、舞踏会でワトスン夫妻にヴァイオリンによるワルツを贈る。その後メアリーが妊娠していると推理したシャーロックは、2人ならよい両親になると声を掛け、1人会場を後にする。

## キャスト
シャーロック・ホームズ
演 - ベネディクト・カンバーバッチ、声 - 三上哲
ジョン・ヘイミッシュ・ワトスン
演 - マーティン・フリーマン、声 - 森川智之
ハドソン夫人
演 - ユーナ・スタッブス、声 - 谷育子
レストレード警部補
演 - ルパート・グレイヴス、声 - 原康義
マイクロフト・ホームズ
演 - マーク・ゲイティス、声 - 木村靖司
モリー・フーパー
演 - ルイーズ・ブリーリー、声 - 片岡身江
メアリー・エリザベス・モースタン→メアリー・エリザベス・ワトスン
演 - アマンダ・アビントン、声 - 石塚理恵
サリー・ドノヴァン巡査部長
演 - ヴィネット・ロビンソン、声 - 三鴨絵里子
アイリーン・アドラー
演 - ララ・パルヴァー（姿のみの出演）
ジェームズ・ショルトー少佐
演 - アリステア・ピートリー、声 - 佐々木梅治
テッサ
演 - アリス・ロウ、声 - 北西純子
ジャニーン
演 - ヤスミン・アクラム、声 - 樋口あかり
トム（モリーのボーイフレンド）
演 - エド・バーチ、声 - 山野井仁
カメラマン / カゲロウ男 / ジョナサン・スモール
演 - ジャラール・ハートレイ、声 - 小森創介
ページボーイ (en) （アーチー）
演 - アダム・グレーヴス＝ニール、声 - 不明
スティーヴン・ベインブリッジ
演 - アルフレッド・イーノック、（声 - なし / 代読するジョンとして：森川智之）

## スタッフ
- 脚本 - スティーヴ・トンプソン（英語版）、スティーヴン・モファット、マーク・ゲイティス
- 共同制作者 - スティーヴン・モファット、マーク・ゲイティス
- 監督 - コーム・マッカーシー（英語版）
- シリーズ・プロデューサー - スー・ヴァーチュー
- プロデューサー - スージー・リガト（英語版）
- 音楽 - デヴィッド・アーノルド、マイケル・プライス（英語版）
- 撮影監督 - スティーヴ・ローズ
- 美術監督 - アーウェル・ウィン・ジョーンズ
- 編集 - マーク・デイヴィス
- エグゼグティブ・プロデューサー（PBS マスターピース） - レベッカ・イートン
- エグゼグティブ・プロデューサー（BBC） - ベサン・ジョーンズ
- 製作総指揮 - スティーヴン・モファット、マーク・ゲイティス、ベリル・ヴァーチュー

## 原作との対比
原案は『四つの署名』"The Sign of Four"（1890年）である。
ドノヴァンは221Bに向かおうとするレストレードへ、ウォーターズ一味の強盗事件で「ジョーンズに手柄を取られる」と言う。一方原典には『四つの署名』のアセルニー・ジョーンズ、『赤髪連盟』のピーター・ジョーンズと、2人のジョーンズ刑事が登場する。
シャーロックが自分のヴァイオリン演奏を録音して流しているのは、『マザリンの宝石』に由来する。
シャーロックはスピーチの中で、ジョンには、シャーロックを褒めるために自分でも気付いていない美点があることと、ジョンとのコントラストで自分の知性が目立つことを語る。前者は『白面の兵士』冒頭での、ホームズのワトスン評からの引用である。後者は、身長の話ではあったものの、同じような台詞が『ベルグレービアの醜聞』でも使われている。その後続けられる、「花嫁はブライズメイドをぱっとしない人にしたがる」との言葉は、ドイルによる外典『競技場バザー』からの引用である。また、シャーロックがワトスン夫妻の結婚を祝福しないのは、『四つの署名』最終シーンからの引用である。
シャーロックはスピーチ中に、ジョンのブログを振り返る形で、過去の事件を紹介する。「毒の巨人」は『四つの署名』のトリックを使ったものである。また1812個のマッチ箱に囲まれていた男の話は、『ソア橋』冒頭の「語られざる事件」である。一方で、マッチ箱の個数でもある1812年は、ナポレオンがロシア遠征を行った年でもあり、原典には『六つのナポレオン』という作品が存在する。呼び鈴を鳴らすか鳴らすまいか逡巡する依頼人の女性は、『花婿失踪事件』に登場する。
ベインブリッジの調査に向かったジョンが言う軍歴は、『緋色の研究』冒頭で示されるワトスンのものと等しい。
酔っ払ったシャーロックは「灰なら詳しい」と叫ぶが、ホームズは『緋色の研究』で、煙草の種類について論文を書いたと述べている。その後221Bにやってきた依頼人のテッサは、シャーロックとジョンを見て、どちらがシャーロックか尋ねるが、同様のシーンは『まだらの紐』や『三破風館』などに存在する。
シャーロックがペルシャスリッパに煙草を詰め込んでいるのは、『マスグレーヴ家の儀式』からである。前作に引き続きマイクロフトが言う「確率の問題だよ」（英: "Balance of probability."）との言葉は、『四つの署名』からの引用である。
今回、シャーロックとジョンの間で使われる死人が出る警告に、「バチカンのカメオ」が再使用されている。これは元々『バスカヴィル家の犬』で言及される「語られざる事件」で、ジョン・ホームズ・マイクロフト間の符牒としてシーズン2『ベルグレービアの醜聞』、シーズン４『最後の問題』でも使われている。
ショルトー少佐と、彼を狙うジョナサン・スモールの名前は、いずれも『四つの署名』から取られている。原典でのショルトーは、現地民の宝物をくすねる意地汚い人物であり、原典のスモールは、宝物の正当な所有者として、ショルトーを狙いに来る人物である。

## 設定・制作秘話

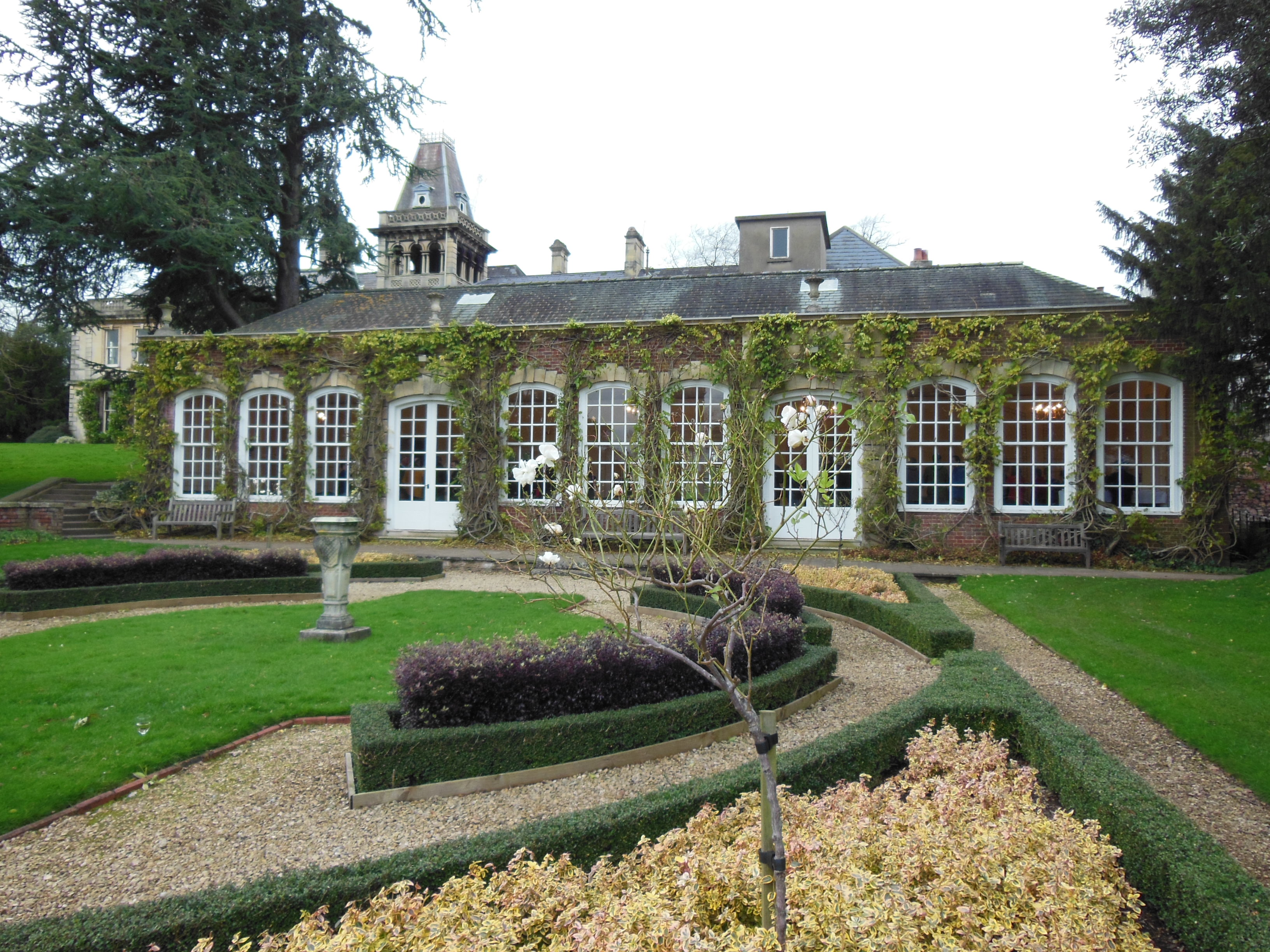
ワトスン夫妻の結婚式会場となったゴールドニー・ホール中の建物。

当初衣装チームは、結婚式でジョンに軍服を着せる予定だったが、除隊後の彼が結婚式で軍服を着ることは無いと分かり、衣装をモーニングコートに変更したという。そのためか、ショルトー少佐は劇中で、除隊後も特別に軍服を手元に置いていると語っている。
メアリー用のウェディングドレスは、撮影が行われた9日間、型崩れを直すために毎日縫い直されていたことが明かされている。
ジョンとメアリーの結婚式では、シャーロックがベストマン（花婿側の付添人代表）、ジャニーンがメイド・オブ・オナー（花嫁側の付添人、ブライズメイドの代表）を務めている。ベストマンは、結婚式の手配をする上で重要な役割を果たす。結婚式のシーンで、シャーロックとジョンを引き合わせたスタンフォードの欠席が伝えられるが、彼を演じたデイヴィッド・ネリストは、『戦火の馬』に出演するため参加できなかったと語っている。
マイクロフトが自宅のトレッドミルでトレーニングをしているシーンは、元々前話『空の霊柩車』にあったものだが、このエピソードの脚本へ移稿された。またこのシーン後のホームズ兄弟の通話で、2人の間の符牒「赤ひげ」（英: Redbeard）が初登場する。
ベインブリッジの依頼を受けたシャーロックが言う「女の子は水兵好き」との曲は、1909年に作られた英国の曲である。またベインブリッジの職場は、ロンドン中心部・ウェストミンスター寺院に隣接する、ウェリントン兵舎で行われた。
作中、ジョンとシャーロックがメスシリンダーを使ってはしご酒をするシーンに因み、早川書房併設のカフェ・クリスティでは、メスシリンダー入りのビールが提供されたことがある。このメニューは、特別企画「パブ・シャーロック・ホームズの帰還」の一環で提供された。
本作では、シャーロックのマインドパレス中のシーンで、アイリーン・アドラー役のララ・パルヴァーが再登場する。
結婚式後の舞踏会では『美しく青きドナウ』が使われている。また、シャーロックがワトスン夫妻に贈ったワルツは、『忌まわしき花嫁』でも再使用されている。